# Eburia bahamicae
Eburia bahamicae es una especie de coleóptero crisomeloideo de la familia Cerambycidae. 

## Distribución
Es originaria de Bahamas.